# Salers
Salers település Franciaországban, Cantal megyében. Lakosainak száma 312 fő (2022. január 1.). Salers Saint-Bonnet-de-Salers és Saint-Paul-de-Salers községekkel határos.

## Népesség
A település népessége az elmúlt években az alábbi módon változott:
| Lakosok száma | 521  | 451  | 401  | 368  | 354  | 335  | 329  | 328  | 321  | 312  |
|               | 1968 | 1982 | 1999 | 2006 | 2011 | 2015 | 2017 | 2018 | 2020 | 2022 |